# LEGO Star Wars
LEGO Star Wars er et LEGO-tema der startede i 1999, og var den første LEGO-serie baseret på film. LEGO-serien bygger på de kendte film om Star Wars. Desuden lavede spilfirmaet Traveller's Tales tre computerspil med LEGO Star Wars.
Der er udgivet seks computerspil i temaet, som alle er blevet udviklet af Traveller's Tales; Lego Star Wars: The Video Game (2005), Lego Star Wars II: The Original Trilogy (2006), Lego Star Wars: The Complete Saga (2007), Lego Star Wars III: The Clone Wars (2011) Lego Star Wars: The Force Awakens (2016) og Lego Star Wars: The Skywalker Saga (2020). Der er også blevet produceret en del kortfilm og miniserier.